# Finale della UEFA Champions League 2023-2024
La finale della 69ª edizione della UEFA Champions League si è disputata il 1º giugno 2024 allo stadio di Wembley di Londra tra i tedeschi del Borussia Dortmund e gli spagnoli del Real Madrid.
Essa è stata vinta dal Real Madrid per 2-0, al quindicesimo successo nella competizione. Gli spagnoli hanno ottenuto così il diritto di giocare la Supercoppa UEFA 2024 contro i detentori della UEFA Europa League 2023-2024, gli italiani dell'Atalanta, e di partecipare alla prima edizione della Coppa Intercontinentale FIFA. Inoltre avrebbero avuto diritto di qualificazione all'edizione del 2025 della Coppa del mondo per club FIFA e alla UEFA Champions League 2024-2025, ma le due finaliste erano già certe di un posto ad entrambe le competizioni già prima dell'accesso in finale.

## Le squadre
| Squadre           | Partecipazioni precedenti (il grassetto indica la vittoria)                                               |
| ----------------- | --- |
| Borussia Dortmund | 2 (1997, 2013)                                                                                            |
| Real Madrid       | 17 (1956, 1957, 1958, 1959, 1960, 1962, 1964, 1966, 1981, 1998, 2000, 2002, 2014, 2016, 2017, 2018, 2022) |

## Antefatti
La finale del 2024 è il quattordicesimo incontro in competizioni UEFA tra Borussia Dortmund e Real Madrid, nonché il primo a svolgersi nell'atto conclusivo della Champions League. Per i tedeschi si tratta della terza presenza in finale della manifestazione, dopo quella vinta nel 1997 e quella persa nel 2013, quest'ultima giocata sempre allo stadio di Wembley di Londra, mentre per l'allenatore Edin Terzić è la prima apparizione in assoluto. Per gli spagnoli si tratta invece della diciottesima finale complessiva, dopo quelle vinte nel 1956, 1957, 1958, 1959, 1960, 1966, 1998, 2000, 2002, 2014, 2016, 2017, 2018 e 2022, e quelle perse nel 1962, 1964 e 1981, mentre per il tecnico Carlo Ancelotti è la sesta apparizione in totale (record).

## Sede
Questa sarà la terza finale di UEFA Champions League ospitata dal nuovo stadio di Wembley, dopo quelle del 2011 e del 2013. Il precedente stadio ne aveva ospitate altre cinque (1963, 1968, 1971, 1978 e 1992). Si tratta della nona finale disputata in Inghilterra, la tredicesima nel Regno Unito.

### Selezione della sede
Il 24 settembre 2019, al congresso di Lubiana (Slovenia), la UEFA ha reso note le sedi delle finali di UEFA Champions League del 2021 e del 2023, assegnando quella del 2023 allo stadio di Wembley di Londra. Il 17 giugno 2020 il Comitato Esecutivo della UEFA ha annunciato, in conseguenza al rinvio con spostamento della sede della finale del 2020 a seguito della pandemia di COVID-19, lo slittamento di un anno di tutte le altre sedi già selezionate. Di conseguenza a Londra fu riassegnata la finale del 2024.

## Il cammino verso la finale

### Borussia Dortmund
Il Borussia Dortmund di Edin Terzić viene inserito nel gruppo F insieme ai francesi del Paris Saint-Germain, agli italiani del Milan e agli inglesi del Newcastle Utd. Nell'incontro d'esordio, i tedeschi perdono per 2-0 in trasferta contro il Paris Saint-Germain, prima di pareggiare per 0-0 in casa contro il Milan; nella doppia sfida contro il Newcastle Utd arrivano due trionfi, un 1-0 esterno ed un 2-0 interno, che rilanciano i teutonici in un girone rivelatosi molto equilibrato come da pronostico. Il raggruppamento si chiude con una vittoria in trasferta per 3-1 ai danni degli italiani e un pareggio casalingo per 1-1 con i francesi, che determinano il primo posto in classifica con 11 punti conquistati, derivanti appunto da tre successi, due pari ed una sconfitta.
Agli ottavi di finale il Borussia Dortmund è sorteggiato con gli olandesi del PSV, eliminati con un risultato complessivo di 3-1 tra andata, pareggiata per 1-1 in trasferta, e ritorno, vinto per 2-0 in casa. Ai quarti di finale i tedeschi incrociano gli spagnoli dell'Atlético Madrid, superandoli con un aggregato totale di 5-4 nel doppio confronto, determinato dalla sconfitta per 2-1 a Madrid e dalla vittoria per 4-2 a Dortmund. Nelle semifinali i Gialloneri ritrovano i francesi del Paris Saint-Germain, già affrontati nella fase a gironi, eliminandoli con un risultato complessivo di 2-0 nella doppia sfida, vincendo per 1-0 sia all'andata al Westfalenstadion, sia al ritorno al Parco dei Principi. Per il Borussia Dortmund si tratta della terza finale della propria storia, a distanza di undici anni dall'ultima disputata.

### Real Madrid
Il Real Madrid di Carlo Ancelotti viene inserito nel gruppo C insieme agli italiani del Napoli, ai portoghesi del Braga e ai tedeschi dell'Union Berlino. Nella partita di debutto, gli spagnoli battono per 1-0 in casa l'Union Berlino, prima di imporsi anche in trasferta sul Napoli col risultato di 3-2; nella doppia sfida contro il Braga arrivano altre due vittorie, un 2-1 esterno e un 3-0 interno. Il girone si completa con due ulteriori trionfi: quello casalingo per 4-2 contro gli italiani e quello in trasferta per 3-2 sul campo dei tedeschi, che sanciscono dunque il primo posto in classifica a punteggio pieno.
Agli ottavi di finale il Real Madrid viene sorteggiato con i tedeschi dell'RB Lipsia, eliminati con un risultato complessivo di 2-1 tra andata, vinta per 1-0 in Germania, e ritorno, pareggiato per 1-1 in Spagna. Ai quarti di finale gli iberici affrontano gli inglesi del Manchester City, campioni in carica, prevalendo per 4-3 ai tiri di rigore dopo che il doppio confronto si era concluso sull'aggregato totale di 4-4, determinato dal pirotecnico pari per 3-3 a Madrid e da quello per 1-1 a Manchester. Nelle semifinali i Blancos fronteggiano i tedeschi del Bayern Monaco, eliminandoli con un computo finale di 4-3 tra andata, pareggiata per 2-2 all'Allianz Arena, e ritorno, vinto per 2-1 allo stadio Santiago Bernabéu grazie alla doppietta in extremis di Joselu. Per il Real Madrid si tratta quindi della diciottesima finale della sua storia, alla distanza di soli due anni dall'ultima volta.

### Tabella riassuntiva del percorso
Note: In ogni risultato sottostante, il punteggio della finalista è menzionato per primo. (C: Casa; T: Trasferta)
| Squadra             | Pt | G |
| ------------------- | -- | - |
| Borussia Dortmund   | 11 | 6 |
| Paris Saint-Germain | 8  | 6 |
| Milan               | 8  | 6 |
| Newcastle Utd       | 5  | 6 |

| Squadra       | Pt | G |
| ------------- | -- | - |
| Real Madrid   | 18 | 6 |
| Napoli        | 10 | 6 |
| Braga         | 4  | 6 |
| Union Berlino | 2  | 6 |

## Contesto
Allo stadio di Wembley di Londra va in scena la finale tra Borussia Dortmund e Real Madrid. L'allenatore dei tedeschi, Terzić, schiera la squadra col 4-2-3-1: davanti al portiere Kobel, la linea difensiva a quattro è composta da Ryerson e Maatsen come terzini e da Schlotterbeck e Hummels come difensori centrali. In mediana, il capitano Can è affiancato da Sabitzer, mentre in fase offensiva, il trio di trequartisti è formato da Adeyemi, Brandt e Sancho a supporto dell'unico centravanti Füllkrug. Il tecnico degli spagnoli, Ancelotti, opta invece per il 4-3-1-2: dinanzi al portiere Courtois, rientrato dopo un lungo infortunio, la retroguardia è costituita da Carvajal e Mendy come terzini e dal capitano Nacho e Rüdiger come centrali difensivi. A centrocampo, Camavinga è il mediano davanti alla difesa, con ai suoi lati Valverde e Kroos, mentre in attacco, Bellingham è il trequartista alle spalle delle due punte Vinícius e Rodrygo.

## La partita

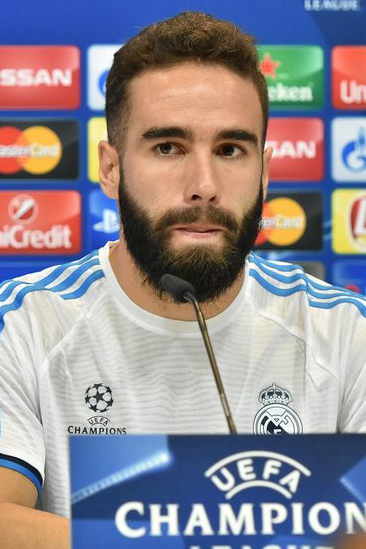
Daniel Carvajal, autore del primo gol e premiato come MVP della finale.

Dopo un'iniziale fase di studio fra le due squadre, la prima grande occasione della gara è appannaggio del Borussia Dortmund con Adeyemi che, servito sulla corsa da un lungimirante filtrante di Hummels, aggira l'estremo difensore Courtois e perviene al tiro a porta sguarnita, trovando tuttavia la provvidenziale chiusura in scivolata del terzino Carvajal, rifugiatosi in calcio d'angolo. Nel giro di pochi minuti, i tedeschi sfiorano nuovamente il vantaggio con un diagonale sinistro di Füllkrug, che colpisce però il palo dopo un'ottima imbeccata di Sancho. Il Real Madrid pecca sorprendentemente di idee ed intensità, complice anche la pressione attuata dagli avversari, esponendosi più volte ai contropiedi dei teutonici, i quali creano altri due pericoli offensivi con Adeyemi e Sabitzer, le cui rispettive conclusioni vengono neutralizzate prontamente da Courtois. Il primo tempo si chiude dunque in parità sullo 0-0, con gli spagnoli che diventano la seconda squadra, dopo il Tottenham nel 2019, a non centrare alcun tiro nello specchio della porta nell'arco dei primi quarantacinque minuti di una finale.
Nella seconda frazione, il Real Madrid rientra in campo con un altro piglio, impensierendo due volte il portiere Kobel con una punizione di Kroos ed una girata di testa da parte di Carvajal sugli sviluppi di un successivo calcio d'angolo. Dopo un secondo tentativo del terzino spagnolo, parato da Kobel, il Borussia Dortmund risponde con un colpo di testa di Füllkrug su cross di Adeyemi, respinto dai pugni di Courtois. I madrileni continuano ad alzare il ritmo e passano avanti al 74' con Carvajal, che svetta imperiosamente in area e converte in rete di testa un angolo battuto da Kroos, firmando l'1-0. I tedeschi accusano inevitabilmente il colpo e rischiano di subire immediatamente il raddoppio di Bellingham, ma il destro piazzato di quest'ultimo viene deviato da un riflesso del difensore Schlotterbeck. L'allenatore Terzić inserisce gli attaccanti Haller e Malen al posto dei centrocampisti Brandt e Can per tentare l'assalto al pareggio e dare nuova linfa ai suoi. Tale mossa influisce sullo sbilanciamento dei Gialloneri, i quali, dopo essere stati salvati da due ottime parate di Kobel sulle rispettive conclusioni di Camavinga e Nacho, incassano il gol del 2-0 ad opera di Vinícius: un disimpegno errato di Maatsen consegna il pallone a Bellingham, che pesca l'esterno brasiliano in area e questi supera il portiere teutonico con un sinistro in diagonale, ipotecando la vittoria. Nel finale, la formazione tedesca accorcia le distanze con il colpo di testa di Füllkrug su intuizione di Malen, ma la rete viene annullata per chiara posizione di fuorigioco dello stesso centravanti. In seguito al triplice fischio dell'arbitro Vinčić, il Real Madrid legittima la conquista della sua quindicesima Champions League, incrementando il record assoluto di affermazioni, mentre il tecnico Ancelotti diventa il coach più titolato nella storia della manifestazione, con cinque successi complessivi.

## Tabellino
La squadra "di casa" (ai fini amministrativi) è stata determinata da un sorteggio aggiuntivo effettuato dopo il sorteggio dei quarti di finale.
| Arbitro: | Slavko Vinčić |

|  |           |                           |
|  | Marcatori | 74’ Carvajal 83’ Vinícius |

| Borussia Dortmund | Real Madrid |

| P               | 1  | Gregor Kobel        |     |     |
| D               | 26 | Julian Ryerson      |     |     |
| D               | 15 | Mats Hummels        | 79’ |     |
| D               | 4  | Nico Schlotterbeck  | 40’ |     |
| D               | 22 | Ian Maatsen         |     |     |
| C               | 23 | Emre Can            |     | 80’ |
| C               | 20 | Marcel Sabitzer     | 43’ |     |
| C               | 10 | Jadon Sancho        |     | 87’ |
| C               | 19 | Julian Brandt       |     | 80’ |
| C               | 27 | Karim Adeyemi       |     | 72’ |
| A               | 14 | Niclas Füllkrug     |     |     |
| A disposizione: |    |                     |     |     |
| P               | 33 | Alexander Meyer     |     |     |
| P               | 35 | Marcel Lotka        |     |     |
| D               | 25 | Niklas Süle         |     |     |
| C               | 6  | Salih Özcan         |     |     |
| C               | 8  | Felix Nmecha        |     |     |
| C               | 11 | Marco Reus          |     | 72’ |
| C               | 17 | Marius Wolf         |     |     |
| C               | 38 | Kjell Wätjen        |     |     |
| C               | 43 | Jamie Bynoe-Gittens |     | 87’ |
| A               | 9  | Sébastien Haller    |     | 80’ |
| A               | 18 | Youssoufa Moukoko   |     |     |
| A               | 21 | Donyell Malen       |     | 80’ |
| Allenatore:     |    |                     |     |     |
| Edin Terzić     |    |                     |     |     |

| P               | 1  | Thibaut Courtois    |     |       |
| D               | 2  | Daniel Carvajal     |     |       |
| D               | 22 | Antonio Rüdiger     |     |       |
| D               | 6  | Nacho               |     |       |
| D               | 23 | Ferland Mendy       |     |       |
| C               | 12 | Eduardo Camavinga   |     |       |
| C               | 15 | Federico Valverde   |     |       |
| C               | 8  | Toni Kroos          |     | 85’   |
| C               | 5  | Jude Bellingham     |     | 85’   |
| A               | 11 | Rodrygo             |     | 90’   |
| A               | 7  | Vinícius Júnior     | 35’ | 90+4’ |
| A disposizione: |    |                     |     |       |
| P               | 13 | Andriy Lunin        |     |       |
| P               | 25 | Kepa Arrizabalaga   |     |       |
| D               | 3  | Éder Militão        |     | 90’   |
| D               | 4  | David Alaba         |     |       |
| D               | 17 | Lucas Vázquez       |     | 90+4’ |
| D               | 20 | Fran García         |     |       |
| C               | 10 | Luka Modrić         |     | 85’   |
| C               | 18 | Aurélien Tchouaméni |     |       |
| C               | 19 | Dani Ceballos       |     |       |
| C               | 21 | Brahim Díaz         |     |       |
| C               | 24 | Arda Güler          |     |       |
| A               | 14 | Joselu              |     | 85’   |
| Allenatore:     |    |                     |     |       |
| Carlo Ancelotti |    |                     |     |       |

| Assistenti arbitrali: Tomaž Klančnik (Slovenia) Andraž Kovačič (Slovenia) Quarto ufficiale: François Letexier (Francia) Assistente di riserva: Cyril Mugnier (Francia) VAR: Nejc Kajtazović (Slovenia) Assistente al VAR: Rade Obrenović (Slovenia) Supporto al VAR: Massimiliano Irrati (Italia) | Regole dell'incontro - due tempi regolamentari da 45 minuti ciascuno; - due tempi supplementari da 15 minuti ciascuno in caso di parità; - tiri di rigore in caso di ulteriore parità; inizialmente cinque per squadra, e a oltranza fino a spareggio in caso di ulteriore parità; - numero massimo di 23 giocatori per squadra a referto (11 in campo e 12 come potenziali sostituti); - cinque sostituzioni permesse nei tempi regolamentari; una sesta permessa nei tempi supplementari. |

## Statistiche
| Statistiche       | Borussia Dortmund | Real Madrid |
| ----------------- | ----------------- | ----------- |
| Reti segnate      | 0                 | 0           |
| Tiri totali       | 8                 | 2           |
| Tiri in porta     | 2                 | 0           |
| Parate            | 0                 | 2           |
| Possesso palla    | 40%               | 60%         |
| Calci d'angolo    | 5                 | 1           |
| Falli commessi    | 8                 | 3           |
| Fuorigioco        | 0                 | 0           |
| Cartellini gialli | 2                 | 1           |
| Cartellini rossi  | 0                 | 0           |

| Statistiche       | Borussia Dortmund | Real Madrid |
| ----------------- | ----------------- | ----------- |
| Reti segnate      | 0                 | 2           |
| Tiri totali       | 5                 | 11          |
| Tiri in porta     | 1                 | 6           |
| Parate            | 4                 | 1           |
| Possesso palla    | 54%               | 46%         |
| Calci d'angolo    | 4                 | 7           |
| Falli commessi    | 4                 | 5           |
| Fuorigioco        | 1                 | 0           |
| Cartellini gialli | 1                 | 0           |
| Cartellini rossi  | 0                 | 0           |

| Statistiche       | Borussia Dortmund | Real Madrid |
| ----------------- | ----------------- | ----------- |
| Reti segnate      | 0                 | 2           |
| Tiri totali       | 13                | 13          |
| Tiri in porta     | 3                 | 6           |
| Parate            | 4                 | 3           |
| Possesso palla    | 46%               | 54%         |
| Calci d'angolo    | 9                 | 8           |
| Falli commessi    | 12                | 8           |
| Fuorigioco        | 1                 | 0           |
| Cartellini gialli | 3                 | 1           |
| Cartellini rossi  | 0                 | 0           |